# Supériorité numérique
 (janvier 2018).
Si vous disposez d'ouvrages ou d'articles de référence ou si vous connaissez des sites web de qualité traitant du thème abordé ici, merci de compléter l'article en donnant les références utiles à sa vérifiabilité et en les liant à la section « Notes et références ».

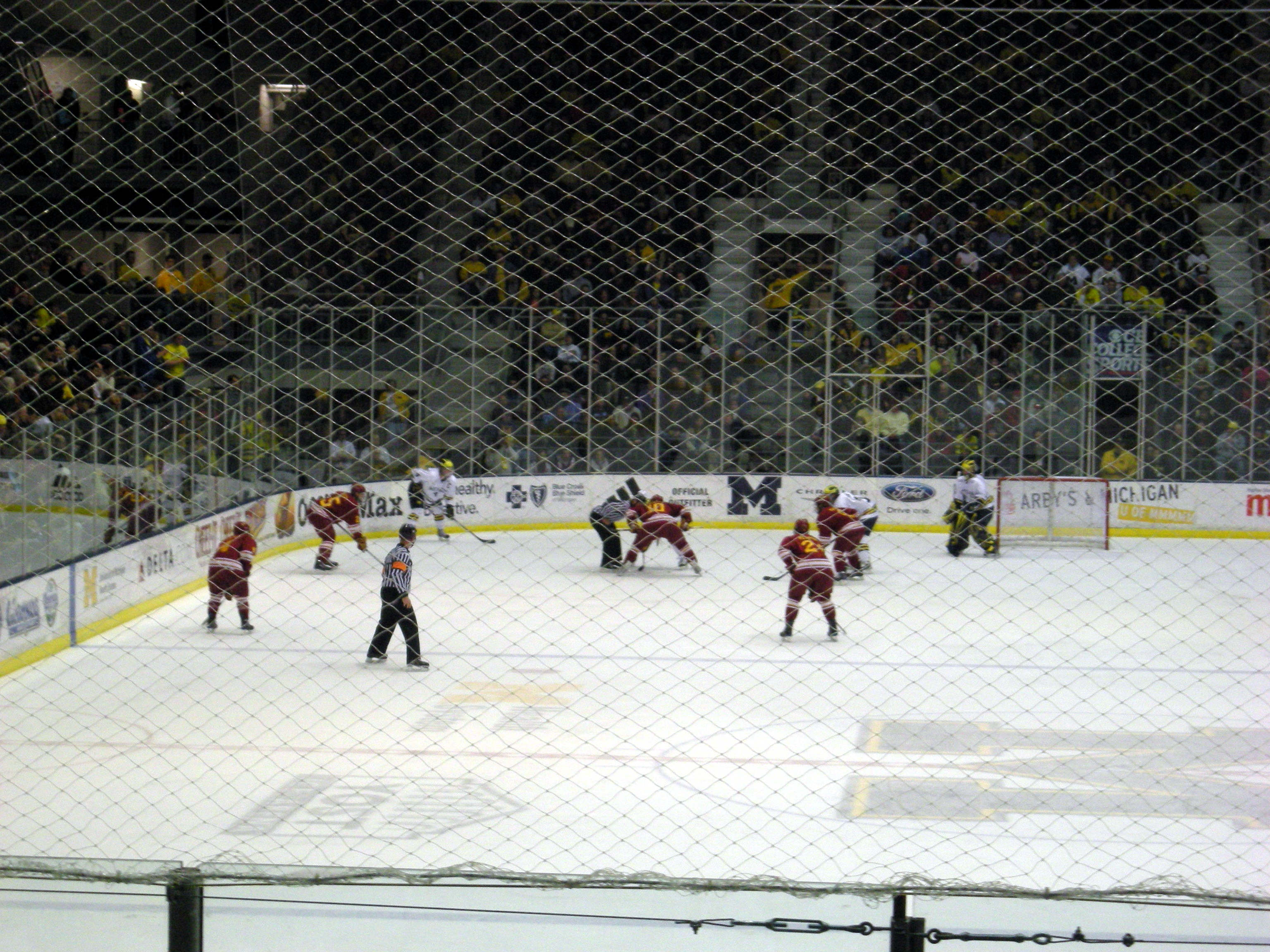
Supériorité numérique 5 contre 3 lors d'un match de hockey au Michigan

La supériorité numérique ou power play ou jeu de puissance ou avantage numérique, au hockey sur glace, est le surnombre de joueurs dont profite une équipe pendant qu'un ou deux joueurs adverses purgent une pénalité au banc des punitions/pénalités[réf. souhaitée].
Il n'existe que trois possibilités de supériorité numérique :
- le 5 contre 4
- le 5 contre 3
- le 4 contre 3.

Le jeu de puissance se termine quand l'équipe en avantage numérique marque un but. Si une équipe est sanctionnée d'une double pénalité mineure, un but marqué avant l'expiration de la première pénalité mineure annule celle-ci, mais pas la deuxième. De ce fait, il faut que deux buts soient marqués pour mettre un terme à la supériorité numérique.
Si un joueur reçoit une pénalité majeure (cinq minutes), l'équipe adverse joue en supériorité numérique. Cependant si l'équipe en avantage numérique marque, la pénalité n'est pas annulée. Les pénalités majeures ne se terminent qu'une fois les cinq minutes écoulées ou qu'une fois la partie finie.
Si un gardien de but commet une faute, un de ses coéquipiers présent sur la glace au moment de la faute purge la pénalité pour lui. Le fait de sortir le gardien pour le remplacer par un joueur de champ n'est pas une supériorité numérique à proprement parler, car il ne s'agit que d'un remplacement de joueur.